# Mairéad Ní Mhaonaigh
Mairéad Ní Mhaonaigh, née le 26 juillet 1959 à Gaoth Dobhair, comté de Donegal (Irlande) est une violoniste traditionnelle et chanteuse irlandaise. Elle est le leader du groupe Altan et fait également partie du quatuor vocal T with the Maggies.

## Biographie
Mairéad Ní Mhaonaigh naît et grandit à Gaoth Dobhair (anglicisé en Gweedore), dans le comté de Donegal, sur la côte nord-ouest de Irlande.
Son père, Proinsias Ó Maonaigh (en), lui enseigne le fiddle. Elle reçoit également, avec Ciarán Tourish, qui rejoindra plus tard Altan, des leçons du violoniste traditionnel Dinny McLaughlin, un ami de la famille.
Elle rencontre Frankie Kennedy (en), flûtiste, lorsqu'elle a quinze ans et elle l'épouse en 1981.

## Sa carrière artistique

### Altan
Abandonnant leur emploi de professeurs, Mairéad Ní Mhaonaigh et Frankie Kennedy forment le groupe Altan à la fin des années 80. À la mort de son mari en 1994, Mairéad Ní Mhaonaigh décide de maintenir le groupe.
En parallèle de sa collaboration avec Altan, elle participe à des émissions de radio et de télévision consacrés à la musique traditionnelle, et notamment à l'émission de radio The Long Note et à la série télévisée The Pure Drop.

### T with the Maggies et String Sisters
Mairéad Ní Mhaonaigh cofonde T with the Maggies en 2007 avec Moya Brennan, Maighread Ní Dhomhnaill et Tríona Ní Dhomhnaill. Le groupe produit son premier album en octobre 2010.
Elle fait également partie de l'ensemble à cordes String Sisters avec Annbjørg Lien (Norvège), Liz Knowles (États-Unis), Catriona MacDonald (en) (Écosse), Liz Carroll (États-Unis) et Emma Härdelin (Suède).

### Soliste
Mairéad Ní Mhaonaigh publie un premier album en 2009, Imeall, coproduit par Manus Lunny (en).
Elle apporte sa contribution à l'album Ceol Cheann Dubhrann publié en décembre 2009, avec une chanson Má Théid Tú Chun Aonaigh.

## Discographie
Album solo
- Imeall (2009)

En duo sous le nom "Frankie Kennedy & Mairéad Ní Mhaonaigh"
- Ceol Aduaidh (1983)
- Altan (1987)

Avec Altan
- Horse with a Heart (1989)
- The Red Crow (1990)
- Harvest Storm (1991)
- Island Angel (1993)
- Blackwater (1996)
- Runaway Sunday (1997)
- Another Sky (2000)
- The Blue Idol (2002)
- Local Ground (2005)
- Altan: With the RTÉ Concert Orchestra (2009)
- Gleann Nimhe - The Poison Glen (2012)

Avec String Sisters
- Live (2007)

Avec T with the Maggies
- T with the Maggies (2010)

Participations
- Albert Fry, d'Albert Fry (1991)
- Fiddle Sticks (1991)
- The Holy Ground, de Mary Black (1993)
- Lullaby: A Collection (1994)
- Little Sparrow, de Dolly Parton (2001)
- Volume 3: Further in Time, d'Afro Celt Sound System (2001)
- Tráthnóna Beag Aréir, d'Albert Fry (2008)
- The Original Transatlantic Sessions (2008)